# Perinereis vancaurica
Perinereis vancaurica är en ringmaskart som först beskrevs av Ehlers 1868.  Perinereis vancaurica ingår i släktet Perinereis och familjen Nereididae.

## Underarter
Arten delas in i följande underarter:
- P. v. tetradentata
- P. v. indica